# Liste des évêques de Castellaneta
Cette liste recense les évêques qui se sont succédé sur le siège du diocèse de Castellaneta.

## Évêques de Castellaneta
- Teobaldo ? (2 ottobre 1071 - ?)
- Giovanni I ? (mentionné en 1088)
- Amuro (1099 - 1110)
- Nicola (1110 - 1133)
- Angelo I (mentionné en 1181)
- Anonyme (mentionné en 1195)
- Roberto (mentionné en 1196)
- Santoro (mentionné en 1220)
- Marco (1226 - 1242)
- Biagio (1258 - 1282)
  - Pietro, O.S.B (1282)
- Giovanni II, O.F.M (1284 - 1293)
- Boemondo (mentionné en 1300)
- Angelo II (mentionné en 1328)
- Teobaldo (1331 - 1342)
- Pietro de Baia (1344 - ?)
- Tommaso da Sulmona, O.P (1367 - ?)
- Benedetto Ardinghelli, O.P (1378 - 1385)
- Bartolomeo da Siena, O.F.M (1386 - 1396)
- Benedetto Pasquarelli, O.E.S.A (1396 - 1397), nommé évêque d'Ascoli Piceno
- Benedetto Pasquarelli, O.E.S.A (1399 - ?) (pour la seconde fois)
- Roberto de Gratiano (1409 - 1418)
- Francesco Arcamoni (1418 - 1424)
- Bartolomeo di Stefano (1424 - 1431)
- Gregorio Resti (1431 - 1454)
- Eustachio da Massafra (1454 - 1458)
- Giovanni Francesco Orsini (1459 - ?)
- Antonio de Pirro (1477 - 1492), nommé évêque d'Avellino
- Alfonso Gallego, O.S.A (1494 - ?)
- Marco Antonio Prioldo (1513 - 1536)
- Giovan Pietro Santoro (1536 - 1536)
- Bartolomeo Sirigo l'ancien (1536 - 1544)
- Bartolomeo Sirigo le jeune (1544 - 1577)
- Giovan Luigi de Benedictis (1577 - 1584)
- Bernardo de Benedictis (1585 - 1607)
- Aureolo Averoldi (1607 - 1617)
- Antonio de Mattheis (1618 - 1635)
- Ascenzio Guerrieri (1635 - 1645)
- Angelo Melchiorre (1645 - 1650)
- Carlo Antonio Agudio (1650 - 1673)
- Carlo Falconi (1673 - 1677)
- Domenico Antonio Bernardini (1677 - 1696), nommé évêque de Mileto
- Onofrio Montesoro (1696 - 1722)
- Luigi Maria de Dura, O.P (1723 - 1724)
- Bonaventura Blasio, O.F.M.Conv (1724 - 1733)
- Massenzio Filo della Torre (1733 - 1763)
- Giovan Filippo Leonardo Vitetti (1764 - 1778)
  - Siège vacant (1778 - 1792)
- Gioacchino Vassetta (1792 - 1793)
  - Siège vacant (1793 - 1797)
- Vincenzo Castro (1797 - 1800)
  - Siège vacant (1800 - 1818)
- Salvatore Lettieri (1818 - 1825), nommé évêque de Nardò.
- Pietro Lepore (1827 - 1851)
- Bartolomeo d'Avanzo (1852 - 1860), nommé évêque de Calvi et Teano
  - Siège vacant (1860 - 1873)
- Mariano Positano (1873 - 1880)
- Gaetano Bacile di Castiglione (1880 - 1886)
- Giocondo de Nittis, O.F.M (1886 - 1908)
- Federico de Martino (1908 - 1909)
- Agostino Laera (1910 - 1931)
- Francesco Potenza (1931 - 1958)
- Nicola Riezzo (1958 - 1969), nommé archevêque d'Otrante.
  - Siège vacant (1969 - 1974)
- Guglielmo Motolese (1974 - 1980)
- Francesco Voto (1980 - 1982)
- Ennio Appignanesi (1983 - 1985), nommé archevêque, vice-gérant du diocèse de Rome
- Martino Scarafile (1985 - 2003)
- Pietro Maria Fragnelli (2003 - 2013), nommé évêque de Trapani
- Claudio Maniago (2014 - 2021), nommé archevêque de  Catanzaro-Squillace